# Lijst van voetbalinterlands Canada - Engeland
Deze lijst van voetbalinterlands is een overzicht van alle officiële voetbalwedstrijden tussen de nationale teams van Canada en Engeland. De landen speelden tot op heden een keer tegen elkaar: een vriendschappelijke wedstrijd, die werd gespeeld op 24 mei 1986 in Vancouver.

## Wedstrijden
| № | Plaats    | Datum       | Competitie        | Wedstrijd         | Uitslag |
| - | --------- | ----------- | ----------------- | ----------------- | ------- |
| 1 | Vancouver | 24 mei 1986 | Vriendschappelijk | Canada – Engeland | 0 – 1   |

## Samenvatting
| Competitie        | Totaal gespeeld | Winst Canada | Gelijk | Winst Engeland | Doelsaldo Canada – Engeland |
| ----------------- | --------------- | ------------ | ------ | -------------- | --------------------------- |
| Vriendschappelijk | 1               | 0            | 0      | 1              | 0 − 1                       |
| Totaal            | 1               | 0            | 0      | 1              | 0 − 1                       |

Wedstrijden bepaald door strafschoppen worden, in lijn met de FIFA, als een gelijkspel gerekend.

## Details

### Eerste ontmoeting
| Vriendschappelijk (Burnaby, Canada, 24 mei 1986): |              | |
| Canada | 0 – 1        | Engeland |
| | goals        | 61' Mark Hateley |
| Tony Waiters | bondscoach   | Bobby Robson |
| Paul Dolan Robert Lenarduzzi Terry Moore Randy Samuel Bruce Wilson Paul James Randy Ragan Gerry Gray 80' Mike Seeney Carl Valentine 76' Igor Vrablic | opstellingen | 46' Peter Shilton Gary Stevens Kenneth Sansom Alvin Martin Terry Butcher Glenn Hoddle 73' Ray Wilkins Stephen Hodge Mark Hateley 66' Gary Lineker 73' Chris Waddle |
| Dale Mitchell 76' Jamie Lowery 80' | wissels      | 46' Chris Woods 66' Peter Beardsley 73' Peter Reid 73' John Barnes                                                                                                 |